# ベッド・アンド・ブレックファスト

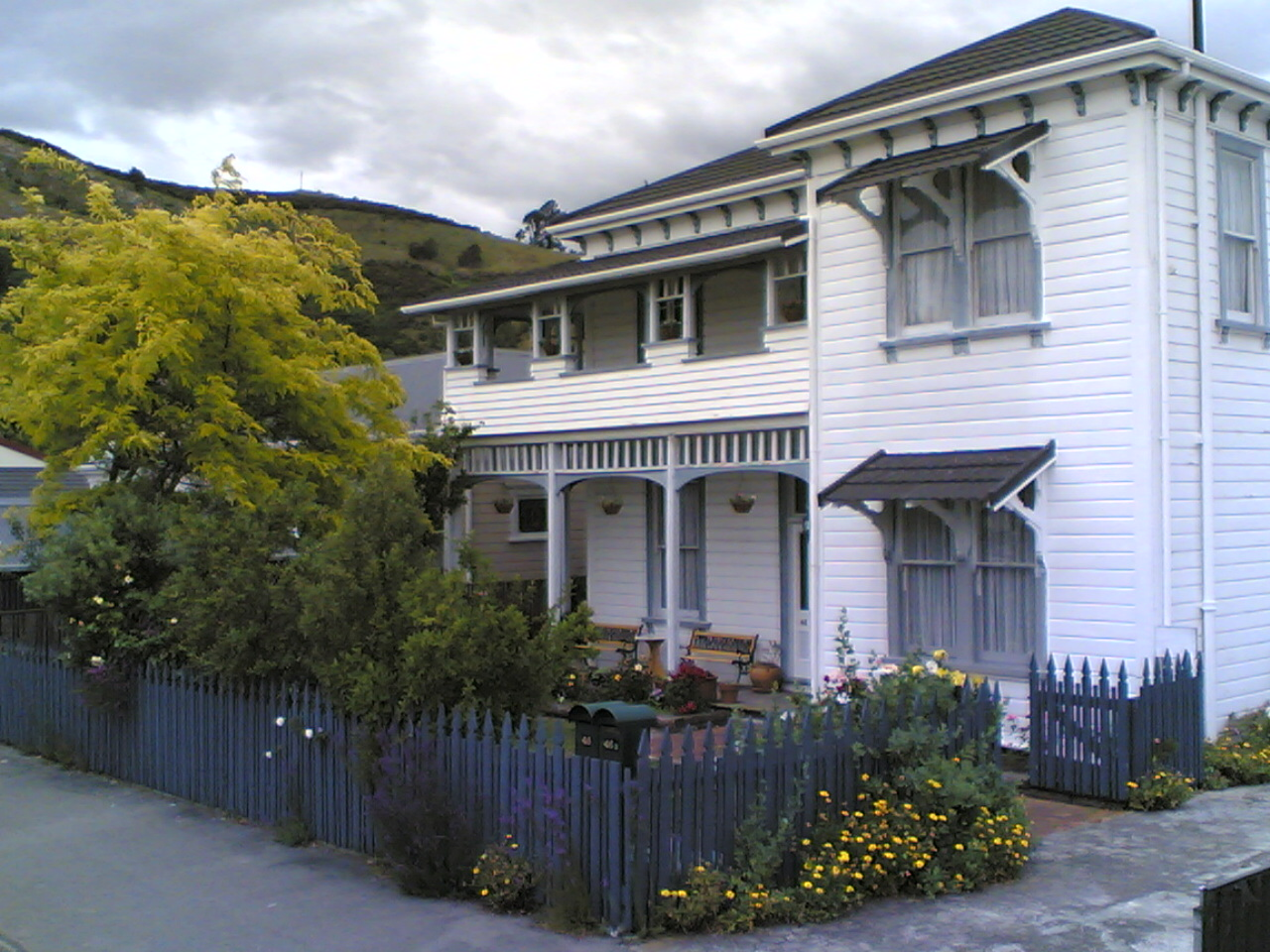
ニュージーランドのB&B

ベッド・アンド・ブレックファスト（英: bed and breakfast）とは、イギリスや北米、アイルランド、ニュージーランド、オーストラリアなど、主に英語圏各国における多くの場合小規模な宿泊施設で、宿泊と朝食の提供を料金に含み、比較的低価格で利用できるもののこと。
ドイツやイタリアなどのペンション（日本の「ペンション」とは異なる）や、フランスのシャンブル・ドットに相当する。
日本においてはイギリスに多く存在する宿泊施設として認識され、「B&B（ビー・アンド・ビー）」の略称で知られる。
また、非英語圏の同様の比較的低価格のホテルを「bed and breakfast（B&B）」と呼ぶこともある。

## 概要
先述の通り、多くのB&Bは家族経営による小規模な宿泊施設である。通常の住宅、民家をリフォームして営業している宿が多い。イギリスではB&Bと似た形式の宿泊施設で規模がより大きい「ゲストハウス」との違いを客室数の差としているが、実際にはその両者に明確な区別はなされていない。これらは、日本やアジア諸国のバックパッカー向けの安価な宿泊施設のゲストハウスとは異なる。
日本の旅行ガイドブックなど旅行関連の書籍では、イギリスのB&Bを「英国版民宿」や類似の表現で説明することが多いが、日本の民宿のように観光地、リゾート地に立地するものばかりではなく市街地にも多く立地する。都市部の鉄道駅近辺や住宅街に数ヶ所のB&Bが集中するB&B街が形成されていることも少なくなく、ロンドンなど大都市の中心部にも多く存在する。また、観光利用のみならずビジネス客にも多く利用されている。日本の宿泊施設に喩えるなら、比較的低価格の旅館である「商人宿」と民宿の両方の性質を併せ持つ宿泊施設と考えるのが妥当であろう。
料金には朝食が含まれるが、通例夕食は提供しない。朝食は館内のダイニングルームで摂る。イギリスとアイルランドでは、多くのB&Bが当該各国で特徴的な、パン・シリアル・ジュースやフルーツ・紅茶またはコーヒーのほかに卵料理・ベーコンその他の肉や魚料理・野菜などによるたっぷりとしたフル・ブレックファスト（Full breakfast）を供する。これは各地ごとにイングリッシュ・ブレックファスト（English breakfast）、スコティッシュ・ブレックファスト（Scottish breakfast）、ウェルシュ・ブレックファスト（Welsh breakfast）、アイリッシュ・ブレックファスト（Irish breakfast）のように呼ばれる。しかし近年のイギリスでは大都市のB&Bを中心に、朝食を準備する労力を省きコストを抑える経営側の意向やイギリス人の食生活の変化により、パン、シリアル、紅茶もしくはコーヒーやジュース等のみのコンチネンタル・ブレックファスト（Continental breakfast）を供する宿が増加している。
一般の住宅を利用した宿泊施設であるため、客室にバス（シャワー）、トイレが備わっていないのが普通で、その場合共同のシャワー・トイレを使用する。一方、バス・トイレ付きの客室のあるB&Bもあり、そのような客室の利用はバス、トイレのない客室利用よりやや料金が高くなる。客室はシングルベッド1台の1人部屋、ベッド2台またはダブルベッド1台の2人部屋が多いが、家族向けにベッドを増やしたファミリールームを備えた宿もある。
日本の旅館や一部の民宿と似て、イギリス等のB&Bにおいても客室内に電気湯沸かし器（電気ポットとは異なる）を置き、ティーカップや紅茶や時にハーブティーのティーバッグ、分包のインスタントコーヒー、宿によってはティーポットと菓子も、トレイに載せて用意し、宿泊客が部屋で喫茶をたしなめるようになっている場合が多い。
主に北米においては、歴史ある邸宅や広大な庭を持つマナー・ハウスなどを改装した、高級ホテル並の豪華な施設を持つB&Bも観光地を中心に数多く存在する。こういった施設では夕食前のアルコール類やオードブルが無料で用意されることが多く、朝食のルームサービス、ターンダウンのサービスなども供されることがある。
治安の良好な小都市では、チェックイン時に利用者に部屋の鍵のほかに玄関の鍵を渡す、または、客室の扉が内側からのみ施錠できる場合は玄関の鍵のみを渡すB&Bがあるが、玄関の鍵は、利用者が外出して深夜に宿に戻って、玄関の扉が施錠されている場合に使用するためのものである。これはドイツ等の小都市のペンションも同様である。